# 톱시 하트셀
툴리 프레더릭 "톱시" 하트셀(Tully Frederick "Topsy" Hartsel, 1874년 6월 26일 ~ 1944년 10월 14일)은 미국의 전 프로 야구 선수로, 1900년대에 메이저 리그 베이스볼에서 외야수로 뛰었다. 통산 14시즌 동안 루이빌 커늘스, 신시내티 레즈, 시카고 오펀스, 필라델피아 애슬레틱스에서 뛰었다. 1902년에 아메리칸 리그(AL) 도루 1위를 차지했으며, 1910년 애슬레틱스의 일원으로 월드 시리즈 우승을 경험했다.